# Ino-Itún
Ino-Itún är en ort i Mexiko.   Den ligger i kommunen Santa María Yucuhiti och delstaten Oaxaca, i den sydöstra delen av landet, 300 km sydost om huvudstaden Mexico City. Ino-Itún ligger 2 452 meter över havet och antalet invånare är 140.
Terrängen runt Ino-Itún är bergig söderut, men norrut är den kuperad. Runt Ino-Itún är det ganska glesbefolkat, med 39 invånare per kvadratkilometer. Närmaste större samhälle är Putla Villa de Guerrero, 15,2 km väster om Ino-Itún. I omgivningarna runt Ino-Itún växer i huvudsak städsegrön lövskog.